# Dana (Süd)
Koordinaten: 35° 42′ 33,7″ N, 36° 41′ 6,4″ O
Dana, auch ad-Dana, Dana (Süd) im Unterschied zu Dana (Nord); ist ein Dorf im Nordwesten von Syrien und war in frühbyzantinischer Zeit eine Siedlung im Gebiet der Toten Städte. Am Ortsrand ist das früheste Grabmal des Gebiets mit Pyramidendach aus dem Anfang des 4. Jahrhunderts fast vollständig erhalten.

## Lage
Dana liegt auf etwa 550 Meter Höhe im Gouvernement Idlib im Gebiet des Dschebel Zawiye, dem südlichen Teil des nordsyrischen Kalksteinmassivs. In der Spätantike gehörte der Ort zum Bezirk Apamene, benannt nach Apameia, der damaligen Verwaltungshauptstadt am Südende des Berglandes. Die Bezeichnung Dana (Süd) dient zur Unterscheidung von Dana (Nord), einer Kleinstadt im Norden der Region mit einem erhaltenen römischen Grabpavillon auf vier Säulen aus dem 2. Jahrhundert n. Chr.
Von der Schnellstraße, die von Maarat an-Numan nach Norden Richtung Aleppo führt, zweigt nach zwei Kilometer eine Nebenstraße nach Westen ab, die nach weiteren zwei Kilometer das moderne Dorf erreicht. Es liegt in einer flachwelligen, teilweise verkarsteten Ebene, auf der zwischen Getreidefeldern Olivenbäume gedeihen. Die Straße führt zwei Kilometer Richtung Nordosten zu der in der Antike großen Siedlung Jerada und weiter nach Ruweiha. Dort ist die Landschaft nahezu baumlos und Ackerbau ist auf den mit Steinen übersäten Hügeln nur vereinzelt möglich.

## Antike Reste
Das Pyramidengrab ist aus der Ferne am östlichen Ortsrand zu sehen.  Es besteht aus einem mit Kalksteinquadern in gleichmäßigen Reihen gemauerten, quadratischen Raum, der von einem steilen Pyramidendach bekrönt wird. Die Wandecken sind durch kannelierte, flache Pilaster mit Kapitellen betont. Darüber verläuft ein wulstförmiger Ornamentfries dicht unterhalb des von einer Hohlkehle gebildeten Dachgesimses. Das Bauwerk ist inschriftlich 324 datiert. Dem Eingang ist ein ursprünglich auf vier Säulen ruhender, seitlich offener Portikus vorgelagert, der auf derselben durchgehenden Plattform steht. Die Zeichnungen von Melchior Comte de Vogüé, der Dana in den 1860er Jahren erstmals gründlich untersuchte, zeigen das Gebäude in vollständig erhaltenem Zustand und im Innern die Öffnung zu einer unterirdischen Grabkammer (Hypogäum). Auf einer Fotografie von Gertrude Bell vom März 1905 stehen drei der vier Säulen aufrecht. Sie tragen windbewegte korinthische Kapitelle. Heute sind noch zwei Säulen mit einem darüberliegenden Architrav und drei Steinbalken des Vordachs erhalten.
Als Urform des Grabmonuments mit Pyramidendach gilt das griechische Mausoleum von Halikarnassos. Im Gebiet der Toten Städte war es eine seltene Bauform für ein herrschaftliches Familiengrab. In Kyrrhos im Norden nahe der türkischen Grenze blieb ein sechseckiges Turmgrab mit Pyramidendach aus der römischen Zeit des 2. oder 3. Jahrhunderts erhalten. Zwei weitere derartige  Grabbauten mit quadratischem Grundriss im Gebiet des Dschebel Zawiye befinden sich in al-Bara und je einer in Ba'uda und Khirbet Hass. Die drei erstgenannten sind Spätformen aus dem 6. Jahrhundert. Im Unterschied zu den geschlossenen Turmgräbern im Süden waren im nördlichen Bereich der Toten Städte, wo der Kult der Säulenheiligen sein Zentrum hatte, in frühbyzantinischer Zeit offene Säulenpavillone als Markierung für die unterirdischen  Grabkammern üblich.
In der Nähe liegt am östlichen Ortsrand der Grabbau der Olympiane, ein von vier Säulen getragenes Baldachingrab, das von  Howard Crosby Butler um 1900 in das 3. oder 4. Jahrhundert datiert wurde.
Etwa 500 Meter nördlich liegen sehr gut erhaltenen Ruinen, die möglicherweise zu einem Kloster gehörten und den häufig vorkommenden arabischen Namen Qasr al-Banat („Mädchenschloss“) tragen. Dem in dreigeschossiger Höhe aufrecht stehenden Hauptgebäude ist an der südlichen Längsseite eine zweigeschossige Arkadenreihe aus massiven quadratischen Pfeilern vorgestellt. An der östlichen Giebelseite ist das Gebäude entsprechend der Apsis an einer Kirche durch einen kleinen quadratischen Betsaal erweitert. Die Anlage in einem insgesamt strengen einfachen Stil steht frei auf einer flachen Anhöhe. Butler hielt das Gebäude eher für eine Gaststätte, der vielleicht ein kleiner Betraum angeschlossen war. Aus dem 6. Jahrhundert sind Spuren einer Kirche auszumachen.